# Christoph Schulte-Richtering
Christoph Schulte-Richtering (* 10. Juni 1968 in Osnabrück) ist ein deutscher Buch- und Fernsehautor.

## Leben
Schulte-Richtering wuchs in Osnabrück auf. Er studierte Germanistik, Mediävistik, Linguistik und Anglistik an der Rheinischen Friedrich-Wilhelms-Universität Bonn und schloss das Studium mit dem Grad eines Magister artium ab.
Seit 1997 arbeitet Schulte-Richtering als Fernsehautor, zunächst als Volontär bei Brainpool in der Harald Schmidt Show, anschließend in der Entwicklungsredaktion von TV total und schließlich als Autor von Stefan Raab bei TV total.
2002 machte er sich selbstständig und betreute Formate wie Deutschland sucht den Superstar, die ECHO-Verleihung, den Deutschen Fernsehpreis 2008, den Bayerischen Fernsehpreis, X Factor, Das perfekte Dinner und „Absolute Mehrheit – Meinung muss sich wieder lohnen“.
Von 2008 bis zu dessen Ausstieg war er Autor für Thomas Gottschalk bei Wetten, dass..?. Für Gottschalk schrieb er u. a. auch bei Ein Herz für Kinder, My Swinging Sixties – Gottschalks Zeitreise, ECHO Klassik, Musical Showstar, 60 Jahre Deutschland und beim Staatsakt am Brandenburger Tor zum Fest der Freiheit – 20 Jahre Mauerfall.
Am 1. September 2013 war er der Autor für Stefan Raab beim Kanzlerduell zwischen Angela Merkel und Peer Steinbrück anlässlich der Bundestagswahl 2013.
Im April 2016 war er Autor des Laureus World Sports Awards in Berlin (Moderation: Bill Murray).
Er schrieb außerdem Texte u. a. für Frank Thelen, die Neue Zürcher Zeitung, Frank Plasberg, Jan Böhmermann, Joko Winterscheidt, Klaas Heufer-Umlauf, Eckart von Hirschhausen, Michelle Hunziker und Hugo Egon Balder.
Als Buchautor veröffentlichte er bei den Verlagen Eichborn und Rowohlt Berlin. Er ist Mitgründer des PEN Berlin.
Schulte-Richtering lebt mit seiner Familie in Köln.

## Fernsehsendungen (Auswahl)
- The Masked Singer[10]
- Wetten, Dass..?
- Das TV-Duell Merkel – Steinbrück
- Laureus World Sports Award
- TV total
- Neo Magazin Royale: Lass' dich überwachen – Die 'Prism is a Dancer'-Show[11]
- Deutschland sucht den Superstar
- ECHO
- ECHO klassik
- ECHO jazz
- Beginner gegen Gewinner
- World Idol
- Der Deutsche Fernsehpreis
- Unser Lied für Lissabon
- Der Deutsche Webvideopreis
- Staatsakt zum Fest der Freiheit – 20 Jahre Mauerfall
- Der Bayerische Fernsehpreis
- Bambi
- Menschen
- Sportler des Jahres
- Das Perfekte Dinner
- 17 Meter – wie weit willst du gehen?
- Joko gegen Klaas – das Duell um die Welt
- Geld oder Liebe
- Take me Out
- Bully sucht die starken Männer
- Deutschlands größter Gedächtnistest
- Das Quiz der Deutschen
- Die Harald Schmidt Show
- X Factor
- Fort Boyard
- ran spezial – Das Champions-League-Finale 2012
- Absolute Mehrheit – Meinung muss sich wieder lohnen
- Live vom Roten Teppich in Hollywood: Die Oscar-Verleihung 2016

## Auszeichnungen (Auswahl)
Deutscher Fernsehpreis 1999 für "TV total" (ProSieben)
Deutscher Comedypreis 1999 für "TV total" (ProSieben)
Österreichischer Fernsehpreis "Romy" 2000 für "TV total" (ProSieben)
Rose d’Or (Bronzene Rose von Montreux für "Vielseitigkeit") 2001 für "TV total" (ProSieben)
Dreifach-Platin-Schallplatte für "Maschen-Draht-Zaun" (2000)
Deutscher Fernsehpreis 2013 für "Got to Dance" (ProSieben/SAT1) (Buch)
Grimme-Preis 2019 für "Lass dich überwachen! Die PRISM IS A DANCER Show" (ZDF neo) (Buch)
Deutscher Comedypreis 2019 für "Lass dich überwachen! Die PRISM IS A DANCER Show" (ZDF neo) (Buch)
Nominierung Grimme-Preis 2020 für "The Masked Singer" (ProSieben)
Deutscher Fernsehpreis 2020 für "The Masked Singer" (ProSieben)

## Werke
- Reiseführer Himmel und Hölle. Eichborn, Frankfurt 2007, ISBN 978-3-8218-4974-4.
- Schnick, Schnack, Schnuck – Schulte-Richterings Kleine Weltgeschichte. Rowohlt Berlin, Berlin 2010, ISBN 978-3-87134-662-0
- Oliver Rohrbeck liest Schnick, Schnack, Schnuck – Schulte-Richterings Kleine Weltgeschichte. Argon Verlag, Berlin 2010, ISBN 978-3-8398-1042-2
- Kaiser, Kriege und Kokotten. Rowohlt Taschenbuch Verlag, Reinbek 2012, ISBN 978-3-499-62604-3
- Die Kunst der Weltklugheit – Über Taktik, den Umgang mit Menschen und wie man den Tücken des Lebens den schlimmen Finger zeigt. 100 Tipps, gegeben von einem spanischen Mönch vor 350 Jahren und in die heutige Zeit übertragen von Christoph Schulte-Richtering. Rowohlt Berlin, Berlin 2012, ISBN 978-3-87134-742-9.[21]
- 32 Tage Juli. Roman. Rowohlt Berlin, Berlin 2017, ISBN 978-3-87134-163-2
- Mit Frank Thelen Die Autobiografie: Startup-DNA – Hinfallen, aufstehen, die Welt verändern. Murmann Publishers, Hamburg 2018, ISBN 978-3-86774-611-3